# Pecöl
Pecöl is een plaats (község) en gemeente in het Hongaarse comitaat Vas. Pecöl telt 810 inwoners (2001).

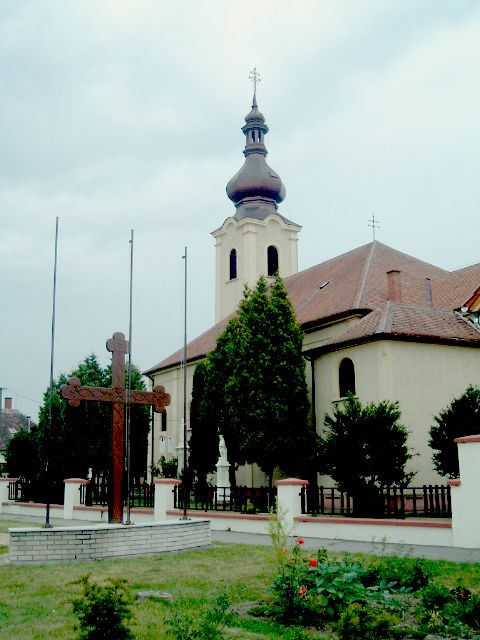
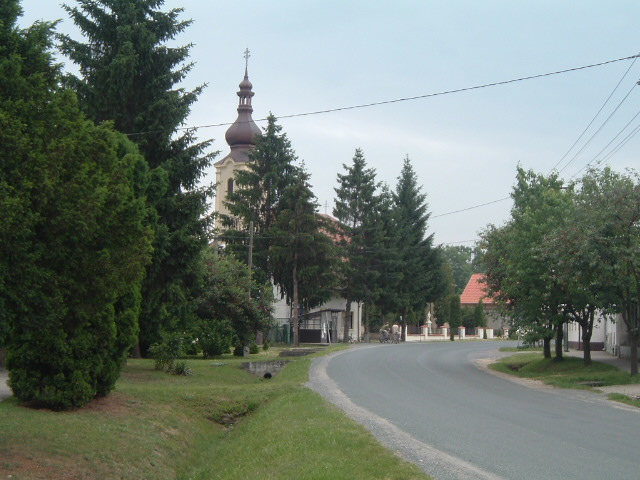